# Varvskrisen
Varvskrisen var en ekonomisk krisperiod i västvärlden som inföll mellan 1969 och 1985.

## Historia

### De svenska varvens utveckling fram till 1960-talet

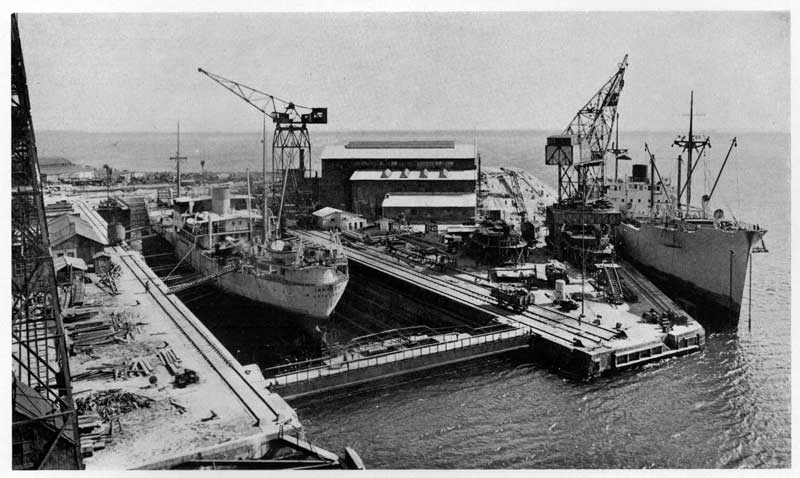
Öresundsvarvet i Landskrona, 1947.

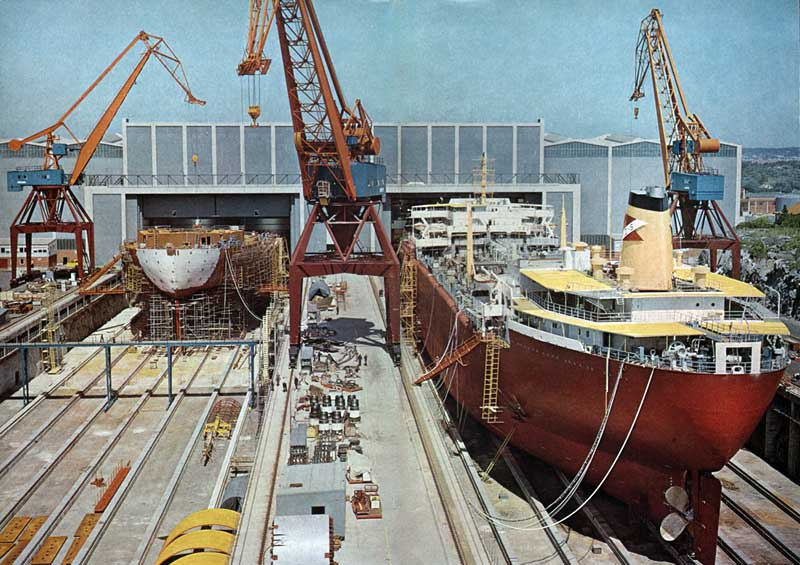
Arendalsvarvet i Göteborg, 1965.

De svenska skeppsvarven hade sedan början av 1900-talet växt i allt större omfattning och under mellan- och efterkrigstiden utvecklades Sverige till en av världens ledande varvsnationer. Framförallt under krigsåren och därefter (1939–1949) gjorde varven enorma vinster, bland annat som reparationsvarv för krigsskadat tonnage. Utvecklingen accelererade sedan under 1950-talet med omfattande nybyggnationsverksamhet och kröntes under 1960-talet med stora investeringar i nya varvsanläggningar – bland annat Götaverken Arendal i Göteborg och stora byggdockor vid Eriksberg i Göteborg och Kockums i Malmö. Under 1960-talet ökade produktionskapaciteten framför allt vid Eriksberg, Götaverken, Uddevallavarvet och Kockums. Den kraftiga konkurrensen, främst från Japan, blev allt påtagligare och de höga vinsterna från 1950- och 1960-talen återkom aldrig.[källa behövs]

### Bidragande orsaker till den begynnande krisen
Redan i slutet av 1960-talet drabbades de två storvarven Götaverken och Kockums av akut finansiell kris, som resulterade i att Götaverken avnoterades på Stockholms fondbörs och sedan övertogs av Salénrederierna i en uppgörelse där dåvarande finansminister Gunnar Sträng och riksbankschefen Per Åsbrink gjorde långtgående utfästelser till de nya ägarna, bland annat att staten skulle lösa ut Salén vid behov. Denna statliga inblandningen i varvsindustrins ägarstruktur skulle visa sig olycklig, speciellt som den innebar att varvens produktionskapacitet kraftigt byggdes ut mellan 1970 och 1976, i ett läge där man istället borde skurit ned på densamma. Uddevallavarvet hade redan tidigare räddats från konkurs genom statligt ingripande i en gemensam aktion med Eriksbergsvarvet, men många tecken fanns redan vid denna tidpunkt på en begynnande kraftig överkapacitet på världens varv. 
En bidragande orsak till varvskrisen i Sverige, kanske den främsta, var det kraftigt ökande kostnadsläget i Sverige - främst löner och sociala avgifter - men också fartygsbeställarnas krav på långa krediter till fast subventionerad ränta. I detta avseende hade Japan gått i bräschen, där Japans centralbank refinansierade de japanska varvens krediter till fast, låg (4 %) ränta på långfristiga perioder (8 år). Man hade ett statssubventionerat refinansieringssystem på plats som successivt andra varvsnationer tog efter. 
En tungt vägande orsak till det accelererade lönekostnadsläget var omläggningen av lönemodellen för varvsindustrin i Sverige. Detta var bland annat en eftergift till Metallfacket och krav från den socialdemokratiska regeringen, när man ställt upp och räddat Götaverken och Uddevallavarvet. Det nya månadslönesystemet ledde bland annat till akut arbetskraftsbrist i de mest produktiva arbetskadrarna. Dessa gick företrädesvis till den expanderande byggnadsindustrin och bilindustrin i Göteborg vid denna tidpunkt, eller att de valde att jobba som grå arbetskraft, en lösning som gynnades av skatteavdragen vid denna tidpunkt med mycket progressiva skatteskalor. Ett väl fungerande system med ackordslöner och arbetslag, som möjliggjorde återväxt genom lärlingssystemet, ersattes nu av ett månadslönesystem som inte premierade kunskap, skicklighet och erfarenhet. Varven tvingades därför till överanställningar och att i allt större omfattning anlita den mycket dyra grå arbetskraften, som villiga uthyrningsfirmor tillhandahöll. Produktiviteten sjönk oroväckande och kostnaderna steg kraftigt.[källa behövs]
En annan viktig orsak som drabbade varvens intäkter var att Bretton Woodssystemet med fasta växelkurser övergavs. Kontrakt tecknade i USA-dollar till kurser över 5 SEK, tappade över 20 procent, när dollarkursen närmade sig 3,90. Samtidigt fick varven bära bördan av refinansieringen av fartygskrediterna, visserligen med statliga garantier som nödvändig hjälp, men utan den räntesubventionering som Japans centralbank kunde ge de japanska varven. Detta ledde bland annat till att refinansieringen till stor del kom att ske i Schweizerfranc (CHF), som hade låga räntor och en villig kapitalmarknad. I början av 1970-talet var 1 SEK nära nog lika med 1 CHF – men kom att fyrdubblas i värde mot svenska kronan under 1970-talet. Varvens skulder flerdubblades i detta läge.[källa behövs]

### Oljekrisen 1973–1974

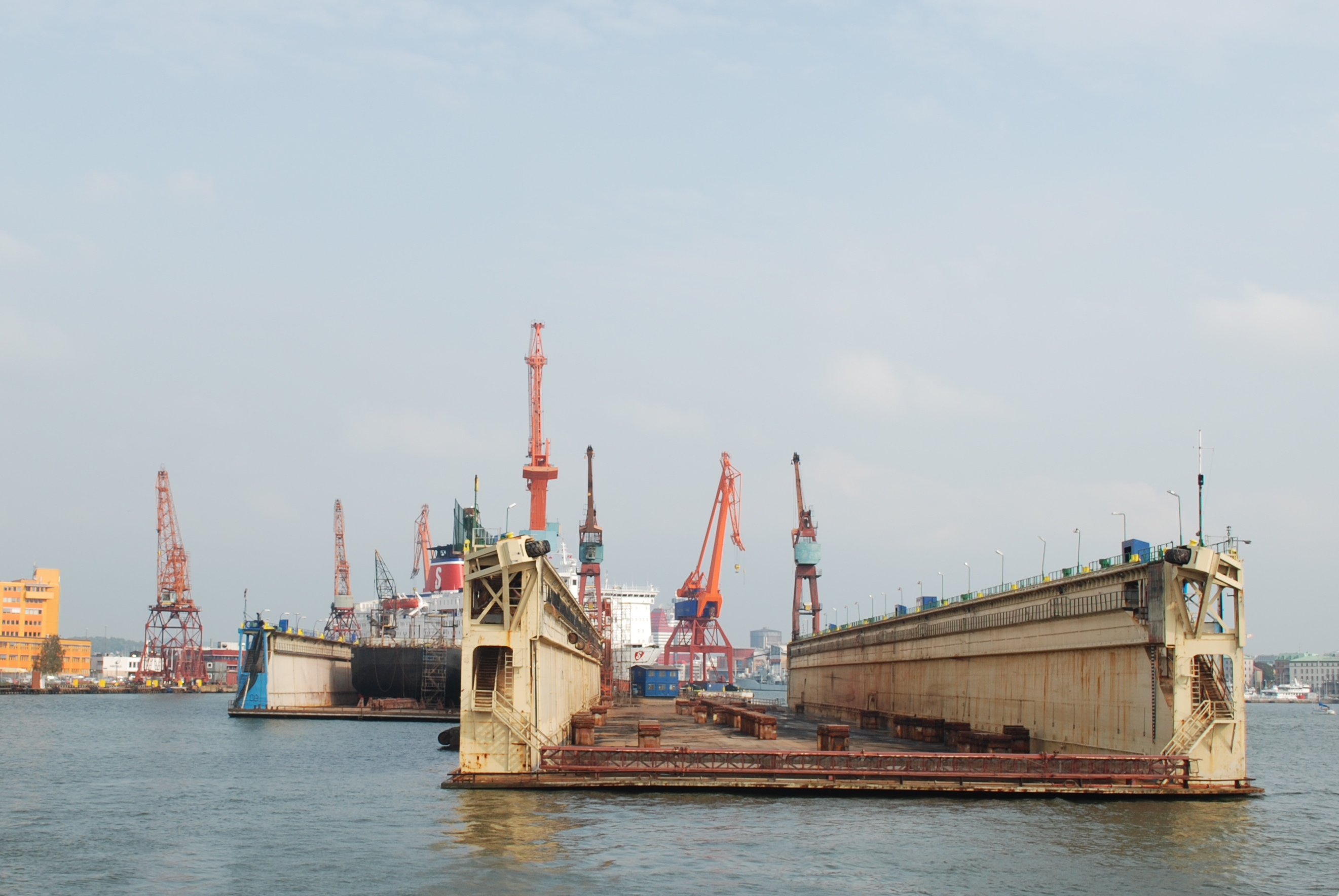
Flytdockor vid Götaverken i Göteborg. Reparationsvarvet var ett av få större varven i Sverige som överlevde krisen.

De japanska varven hade accelererat sin utbyggnad under 1960-talet och detta fortsatte under 70-talet. Samtidigt började de sydkoreanska varven göra sig gällande. En omfattande överbeställning skedde av framförallt tungt tanktonnage – supertankers. 1974 visade internationella analyser att det under de kommande 10 åren inte skulle finnas utrymme för mer efterfrågan på tankers än vad som då fanns i orderböckerna. De höga internationella oljepriserna – oljekrisen – och en tillfälligt avtagande världshandel gjorde också att behovet av nya fartygsbeställningar minskade. Detta kom att drabba speciellt Sverige som var ett högkostnadsland med en överetablering inom varvsindustrin, som drivits på genom såväl facklig som statlig inblandning. Att de flesta svenska varven dessutom var specialiserade just på tillverkning av oljetankers – VLCC och ULCC – gjorde inte saken bättre. Det fanns inga nybeställare av tanktonnage längre.[källa behövs]

### Akut kris
1974 stod de svenska varven inför en omedelbar och akut kris. Det fanns då fortfarande möjlighet att bromsa flera av de vidlyftiga investerings- och anställningsprogram vid Götaverken och Uddevallavarvet och i övrigt dra ned på varvskapaciteten. Men så skedde inte, delvis av politiska skäl (kommande val till riksdagen) och facklig hänsyn.
Det var Eriksberg, som varit det ekonomiskt starkaste varvet genom krisen i slutet av 1960-talet, som först fick krypa till korset. Man hade endast sparsamt investerat i anläggningar under senare år medan såväl Götaverken, Kockums och Uddevallavarvet, trots varningsrop fortsatte med ett omfattande investeringsprogram. Dessa finansierades av de förskott man erhållit vid beställningsvågen 1971–73. Götaverken investerade mer än en miljard kronor i nya personalanläggningar under denna tid. Trots att Eriksberg hade flaggat upp för sin kris i mitten av 1974 lyckades Götaverkens ledning kamouflera den enskilt största förlusten hos något av storvarven. Uddevallavarvets gigantiska byggdocka för en halv miljard kronor, den sista stora varvsinvesteringen i landet, hann bara producera en ULCC.[källa behövs]
I mitten av 70-talet började redarna först försöka omförhandla och sedan i allt högre omfattning avbeställa sina kontrakt.  Många av varvens gamla kunder, bland annat flera välkända norska rederier, gick omkull. Avbetalningarna på rederiernas skulder till varven minskade drastiskt och upphörde i många fall. Detta resulterade i en akut likviditetskris som blev accelererande och innebar att staten fick inrätta en så kallad varvsakut, hos dåvarande industriministern Nils Åsling. Flera felaktiga och överilade beslut fattades, som även kom att resultera i att Broströms- och omsider Salénrederierna kom att drabbas av konkurs. Salénkonkursen blev den enskilt största under 1900-talet i Sverige.[källa behövs]

### Statliga Svenska Varv AB inrättas

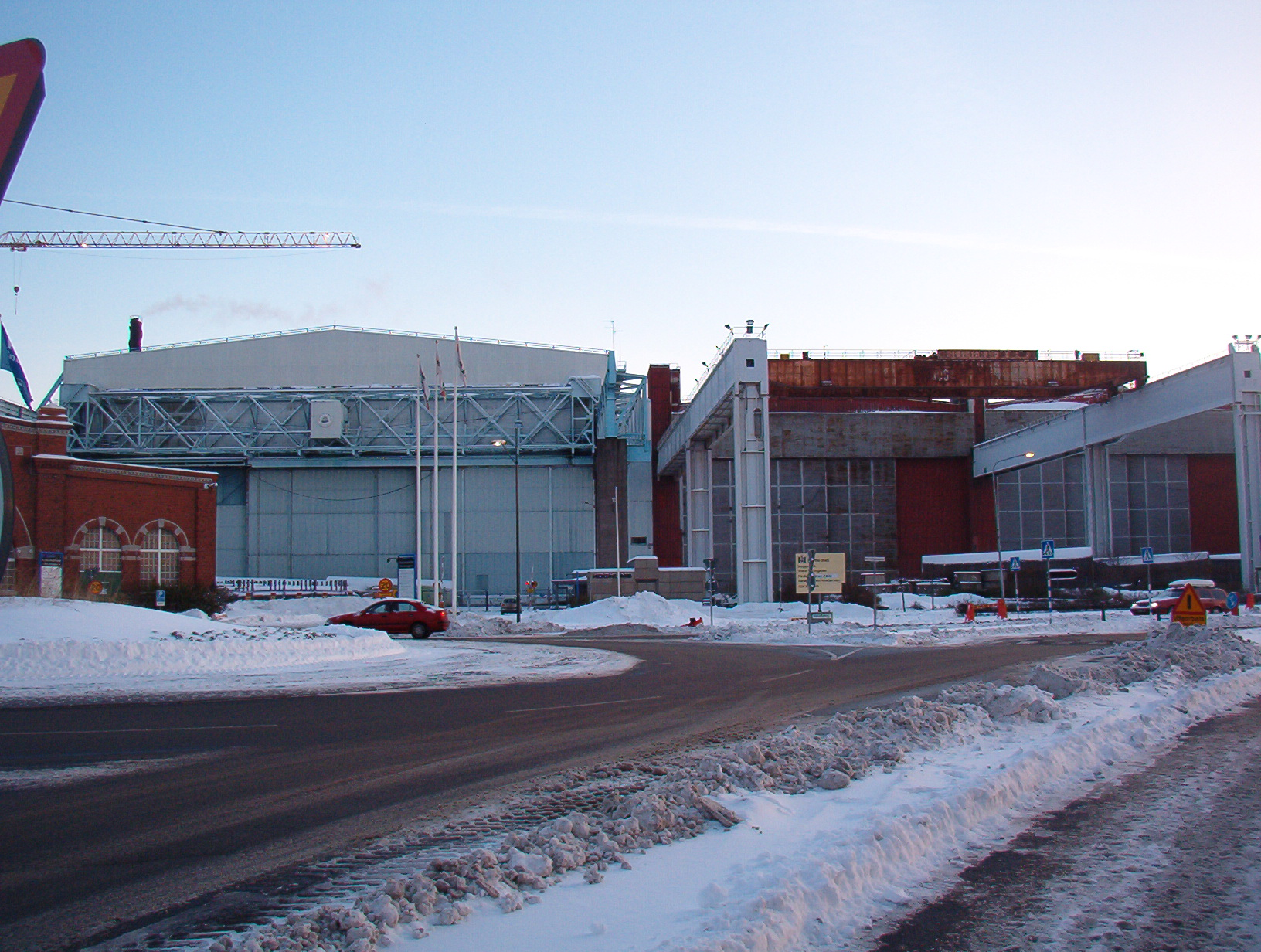
Svetshallar vid Kockums i Malmö. Varvet blev en del av statliga Svenska Varv 1979. Den civila fartygsproduktionen lades ned 1987.

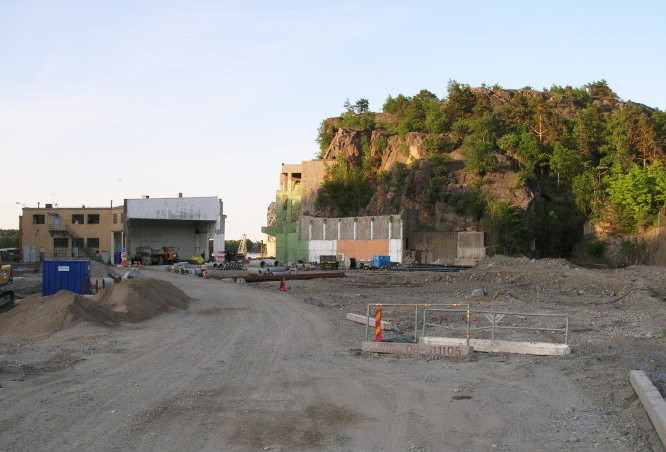
Finnboda varv i Nacka, nedlagt 1991. Här rivs byggnaderna 2005 för att ge plats åt ett bostadsområde.

1977 inrättades Svenska Varv AB av staten för att försöka lösa problemen med den förlustbringande varvsindustrin. Ett successivt övertagande av de svenska storvarven påbörjades, vilket kom att resultera i omfattande omstruktureringar och nedläggningar. Öresundsvarvet i Landskrona lades ned 1981 i vad som då var Sveriges största arbetsplatsnedläggning där 1800 förlorade jobben. Eriksberg och Lindholmen i Göteborg lades ned ganska omgående, medan Götaverken och Kockums kunde behålla viss verksamhet till slutet av 1980-talet om än med ständiga nedskärningar av arbetsstyrkan. Även det stora Uddevallavarvet lades ned i samband med att statens produktionsstöd till varvsindustrin upphörde 1985. Den politiska ledningen hade nu tröttnat på miljardrullningen till varven och Metall-facket, som kraftigt motsatt sig att förlora ett enda arbetstillfälle i varvsindustrin, fick se sig besegrat i denna kamp om jobben, som till stora delar gällde politisk och facklig prestige mer än en anpassning till de realiteter som gäller inom all internationell konkurrensutsatt verksamhet. Svenska staten hade sammanlagt betalat ut 34 miljarder i direkta stöd till varvsindustrin, men merkostnaden för varvsnedläggningen kan räknas i ytterligare tiotals miljarder kronor. Svenska Varv AB bytte 1987 namn till Celsius AB.[källa behövs]

### Följder och effekter
Varvs- och rederistaden Göteborg förlorade den framträdande roll den spelat under merparten av 1900-talet. Antalet anställda vid varven minskade med 10 000-tals anställda i takt med att varven i staden lades ned eller minskade antalet anställda. Andra städer som drabbades hårt var Malmö, Landskrona och Uddevalla. I och med sämre resultat också för andra industrier i varvsstäderna vid denna tid skadades städernas näringsliv, något som tog lång tid att komma över.[källa behövs]